# Spitfire (Schiff, 1845)
Die Spitfire, auch HMS Spitfire, war ein Seitenraddampfer der britischen Marine, der zwischen 1845 und 1888 in Dienst stand.

## Geschichte
Die spätere Spitfire wurde am 11. November 1843 als Kanonenboot bestellt, im Juni 1844 bei der Marinewerft in Deptford (London) auf Kiel gelegt und lief am 26. März 1845 vom Stapel. Die Baukosten betrugen 17.382 Pfund.
Das Schiff wurde am 12. Juni 1845 – unter dem Kommando von Lieutenant Commander James Archibald Macdonald – offiziell in Dienst gestellt und verließ am 30. Juni 1845 Woolwich für erste Seeerprobungen.
1851 wurde das Kanonenboot in ein Forschungsschiff umgebaut und Commander Thomas Abel Brimage Spratt erforschte damit die Insel Kreta. Während des Krimkriegs wurde er ins Schwarze Meer beordert und nahm am 17. Oktober 1854 am ersten Bombardement von Sewastopol teil. Ab 1858 wurde die Spitfire zur Bekämpfung des Sklavenhandels vor Westafrika eingesetzt. 1862 wurde das Schiff auf Bermuda in ein Schleppschiff umgewandelt.

## Kommandanten
- Lieutenant-Commander James Archibald Macdonald, 12. Juni 1845
- Lieutenant-Commander George Ommanney Willes, 3. April 1848[2]
- Commander Thomas Abel Brimage Spratt, 21. April 1851 – 3. Januar 1855
- Captain Thomas Abel Brimage Spratt, 3. Januar 1855 – 24. Januar 1856
- Lieutenant-Commander William Cox Chapman, 8. April 1858
- Lieutenant-Commander Constantine O’Donnel Allingham, 18. November 1859